# 이노룰스
이노룰스(영어: INNORULES)는 대한민국의 B2B 디지털 전환 자동화 소프트웨어 솔루션 기업이다. 2007년 김길곤이 설립하였다.
디지털 의사 결정 자동화 시스템(DDM: Digital Decision Manager)인 InnoRules와 디지털 상품 정보 자동화 시스템(DPM: Digital Product Manager) InnoProduct를 중심으로, 기업의 디지털 전화 자동화를 선도하고 있다.

## 사업 부문
이노룰스는 금융 분야뿐만 아니라 제조, 공공, 유통&서비스, 헬스케어, 교육분야 등 모든 산업에 적용할 수 있는 디지털 전환 자동화 SW 솔루션을 개발하여 공급하는 B2B 글로벌 소프트웨어 전문기이다.  2007년 설립 이후 꾸준한 연구개발을 통해 HTML5 글로벌 웹 표준 플랫폼을 근간으로 기업의 디지털 전환을 가능하게 해주는 InnoRules와 InnoProduct를 개발하여 기업의 디지털 전환 및 디지털 혁신을 선도하고 있다.
이노룰스의 디지털 전환 자동화 SW솔루션은 디지털 전환을 시행하고 있는 모든 산업분야에 적용되고 있다.  포스코, 삼성전자, 삼성생명, 삼성생명, 삼성병원, 롯데카드, 롯데손보, 현대해상, 흥국화재, NH농협생명, NH농협카드, KB국민카드, DB금융, KT, LF, 메트라이프, 푸르덴셜 등 다수의 대기업과 코스콤, 건강보험심사평가원, 관세청, 우정사업본부, 무역보험공사 등의 공공기관 및 삼성병원, 대교, 국민대학교, 한화호텔&리조트 등의 헬스케어, 교육, 서비스 기업이 제품을 채택한 바 있다.

표준산업 분류는 패키지소프트웨어 중 응용소프트웨어(기업용 애플리케이션 소프트웨어)에 해당되며, 주요제품은 이노룰스(InnoRules), 이노프로덕트(InnoProduct), 이노클레임(InnoClaim), 이노피엘엠(InnoPLM), 이노머스 (InnoMUS)의 5가지로 구성되어 있다.

## 솔루션
1. 이노룰스(InnoRules): 디지털 의사결정 자동화 시스템
InnoRules는 기업 내 분산된 비즈니스 룰을 기업 애플리케이션 및 기타 시스템 프로세스로부터 분리하여 독립적으로 중앙 집중적으로 관리할 수 있게 해주는 디지털 의사결정 자동화 시스템이다.  현재 InnoRules v7.2 버전까지 개발되어 판매되고 있다.

InnoRule는 기업이 업무처리를 디지털로 전환하는 과정에서 발생하는 다양한 문제를 신속하게 해결해주는 솔루션이다.  기업은 InnoRules에 디지털 전환 대상(노하우, 규칙, 처리 절차, 정책)을 탑재하는 것만으로도 목표했던 디지털 전환을 효율적으로 달성할 수 있다.

InnoRules는 MS-windows의 탐색기처럼 업무규칙을 폴더 형태로 관리한다. 규칙내용은 Excel 제품처럼 직관적으로 이해할 수 있어서, 업무규칙을 IT 전문가가 프로그램으로 개발하지 않고, IT 비전문가도 규칙의 IT개발이 가능하다. InnoRules 제품을 많은 고객이 사용하는 이유는 복잡한 업무규칙의 IT개발을 손쉽게 개발, 운영할 수 있게 해 주고 있기때문이다. 그리고 IT 비 전문가도 쉽게 제품을 사용할 수 있다는 장점이 있다.
InnoRules는 비즈니스 룰(규칙) 관리 서비스, 시뮬레이션 서비스, 실행 서비스, 사용자 관리 서비스를 제공하고 있다. 시뮬레이션 서비스는 기업의 규칙이 생성되기 전에, 가상 시뮬레이션을 통해서 규칙의 결과를 예측하는 서비스이다. 이 서비스를 활용하여 문제요소를 사전에 제거할 수 있어서 고객으로부터 좋은 평가를 받고 있다. 실행서비스는 관리되는 규칙의 시스템간 연계를 위한 서비스로서 다양한 IT 환경에 적용가능하도록 제공하고 있다. 사용자 관리는 사용자의 권한/보안 관리를 제공하는 서비스로서, 고객의 다양한 비즈니스 룰을 안전한 관리를 위한 서비스다.
2. 이노프로덕트(InnoProduct): 디지털 상품 정보 자동화 시스템
InnoProduct는 제조업의 부품 조립 방식을 금융상품에 적용한 룰 베이스의 디지털 상품 정보 자동화 시스템(Digital Product Manager)이다. InnoProduct v5.2 버전까지 개발되어 판매되고 있다.
InnoProduct는 고객의 다양한 상품을 관리해 주는 제품이다. 금융·보험 상품을 구성요소로 분해하여 기존의 업무 시스템으로부터 상품의 기준 정보와 상품 룰을 분리하고 통합 관리할 수 있어 신상품을 신속하게 효과적으로 출시할 수 있다. 서비스상품의 디지털 정보를 쉽고 완벽하게 관리할 수 있는 기능을 제공한다. 상품구조관리, 상품규칙관리, 상품정보(특성/속성)관리 등 다양한 기능으로 상품의 디지털 정보를 관리해주며, 이러한 정보가 타 시스템에서(예, 계약관리시스템, 지불처리시스템 등) 잘 활용될 수 있도록 지원하고있다.

InnoProduct는 가장 큰 장점은 상품을 부품을 조립하는 것처럼 만들어 낼 수 있다는 것이다. 상품을 구성하는 다양한 요소(특약, 위험, 보장, 서비스)를 정의하고 부품처럼 관리하고, 새로운 상품을 만들때는 이미 만들어져있는 부품의 조립으로 신규상품을 만들어 냅니다. 제조업의 부품-상품관리 개념을 서비스상품 개발에 적용하도록 InnoProduct에서 기능을 제공하고 있다. 이 기능을 통해 InnoProduct를 사용하는 고객들은 매우 빠르고 쉽게 신상품을 개발하여 출시하고 있다.

3. 이노클레임(InnoClaim): 보험금 지급 자동화 시스템
InnoClaim은 보험금 자동 지급을 위해 상품에 따른 보장 단위의 기준 정보를 관리하는 보험사 보험금 지급 업무 응용솔루션이다.  사고 보장 단위의 기준 및 업무 규칙 관리 기능, 공통 코드 관리 기능 등으로 구성되어 있다. 보험약관 내용을 디지털 정보로 관리하고 사고보험금 지급 업무를 완전 자동화한다.

4. 이노피엘엠(InnoPLM): 상품 생명 주기 자동화 시스템
InnoPLM은 금융상품의 상품생명주기(상품기획⇒개발⇒릴리스⇒운용⇒판매분석)를 자동화하는 시스템이다.  업무 프로세스와 산출물을 관리하며, InnoProduct 와 연동하여 상품 정보를 전산에 반영한다. InnoPLM은 상품기획부터 판매 결과 분석까지 모든 단계를 통합 관리할 수 있어 신속한 의사결정을 가능하게 한다. InnoPLM을 통해 상품 개발의 위험요소를 실시간으로 모니터링할 수 있고, 판매 중인 상품 실적을 적시에 분석할 수 있어 보다 빠른 의사결정을 수행할 수 있다.

InnoPLM 제품은 주요기능으로 프로젝트관리(상품개발 프로젝트), 프로세스 관리, 업무모델관리, 부가기능, 시스템관리 등을 제공하고 있다.
프로젝트관리 기능은 신규상품의 기획부터 상품개발, 판매 후 사후관리 영역까지, 업무처리의 관리와 모니털링 서비스를 제공한다. 이 기능을 통해서 상품 생명주기 전반을 모니터링 할 수 있기 때문에, 문제 발생 시, 조기에 파악하고 조치가 가능하다. 프로세스 관리기능에서는 다양한 업무처리 프로세스 유형을 정의하는 기능을 제공하고 있어서, 고객사의 형태에 맞게 프로세스를 적용할 수 있다. 그 외 업무 흐름을 제어하고 일정과 상태를 관리하는 업무 모델관리 기능, 다양한 아이디어 관리 경쟁사 정보관리등을 제공하는 부가기능 등이 있다.

5. 이노머스(InnoMUS): 질병 심사 자동화 시스템
InnoMUS는 보험 가입설계의 심사 정보를 통합 관리하는 시스템으로 수작업으로 분산되어 관리되던 질병 심사 기준을 디지털화하여 신속하고 정확한 자동화 심사 결과를 제공하는 보험 인수심사 특화 응용 솔루션이다. InnoMUS를 사용하면, 보험 가입 설계 및 청약 업무시 수행되는 질병 심사의 신속성과 편의성을 향상시켜 고객에게 빠른 심사 결과를 제공하여 고객의 이탈을 방지할 수 있고, 수작업 심사 건수를 줄일 수 있어 비용 절감 효과를 얻을 수 있다.